# Pristimantis ganonotus
Espèce
Synonymes
- Eleutherodactylus ganonotus Duellman & Lynch, 1988

Statut de conservation UICN

 DD  : Données insuffisantes
Pristimantis ganonotus est une espèce d'amphibiens de la famille des Craugastoridae.

## Répartition
Cette espèce est endémique de l'Équateur. Elle se rencontre :
- dans le parc national Sumaco Napo-Galeras à environ 2 000 m d'altitude ;
- dans la cordillère de Cutucú dans la province de Morona-Santiago à environ 1 700 m d'altitude.

## Publication originale
- Duellman & Lynch, 1988 : Anuran amphibians from the Cordillera de Cutucu, Ecuador. Proceedings of the Academy of Natural Sciences of Philadelphia, vol. 140, no 2, p. 125-142.